# Sæming
Sæming o Sæmingr fue un rey legendario de Noruega según la obra del escaldo islandés Snorri Sturluson. Según la Edda prosaica, Sæmingr era uno de los hijos de Odín, el patriarca del panteón nórdico, fruto de su relación con Skadi, y primer ancestro de los reyes noruegos y los jarls de Hlaðir. Snorri relata que el dios Odín se asentó en Suecia:
Después de esto fue al norte, hasta que lo detuvo el mar, donde los hombres pensaban establecerse alrededor de todos los territorios de la tierra; y allí puso a su reino sobre la tierra, que ahora se llama Noruega. Este rey fue Sæmingr; los reyes de Noruega trazan su linaje a partir de él, así como los jarls y otros hombres poderosos, como se dice Háleygjatal.

—Prólogo de la Edda prosaica (11) Textos sagrados, trad. Brodeur
En la saga Ynglinga, Snorri añade más información y cita a la madre de Sæmingr, llamada Skaði:
Njord tomó una esposa llamada Skade; pero ella no viviría con él y casó después con Odín, y tuvo muchos hijos con él, uno de los cuales fue llamado Sæming; y sobre él Eyvind Skaldaspiller canta: --

"Para el hijo de Asa pasó la reina Skade
Saeming, quien tiñó su escudo en sangre, --
La reina gigante de roca y nieve,
Quien ama morar bajo tierra,
La hija de los pinos de hierro,
Surge de las rocas que perfilan el mar,
A Odín pasó muchos hijos,
Héroes que ganaron muchas batallas."

Håkon Sigurdsson trazó su estirpe desde Sæming.

—The Ynglinga Saga (8), Saga Ynglinga, Trad. Laing
Sæmingr también se cita entre los hijos de Odín en þulur.
Pero en el prólogo de la saga Heimskringla Snorri menciona que según una estrofa perdida del Háleygjatal de Eyvindr skáldaspillir, Sæmingr era hijo de Yngvi-Freyr. 
La saga de Hálfdan Eysteinsson también menciona que Sæmingr era hijo de Odín. La saga añade que gobernó sobre Hålogaland, casó con Nauma y tuvo un hijo llamado Thrand.
Un rey sueco con el nombre de Semingr (probablemente el mismo rey del folclore noruego en una versión alterna) cae víctima del poder de un draugr que empuña una espada mágina legendaria en Hrómundar saga Gripssonar. Un nombre similar, "Sámr", también aparece en personajes de la saga de Hrafnkell y saga de Njál.

## Herencia
Thormodus Torfæus escribió Historia Rerum Norvegicarum usando fuentes que hoy han desaparecido. En la genealogía de Haakon Jarl, se menciona a Sæming como «rey de Noruega» sin embargo de sus descendientes, su hijo Godhjalt Saemingsson (n. 264) y nieto Sverdhjalt Godhjaltsson (n. 289), no se sabe nada sobre su reinado.